# Beijing Mall
Beijing Mall (tiếng Trung: 新燕莎金街购物广场; Hán-Việt: Tân Yên Sa Kim nhai cấu vật quảng trường; nghĩa đen 'Trung tâm thương mại Phố Vàng Tân Yên Sa') là trung tâm thương mại tọa lạc tại Vương Phủ Tỉnh, Bắc Kinh, Trung Quốc, sử dụng tòa nhà Giai đoạn II của Khách sạn Bắc Kinh tại số 301 Phố Vương Phủ Tỉnh. Công trình này do một công ty con của Tập đoàn Du lịch Bắc Kinh gọi là Tập đoàn Tân Yên Sa phát triển  và chính thức khai trương vào tháng 7 năm 2004.
Trung tâm thương mại này đã đóng cửa vào năm 2020 do thâm hụt ngân sách.

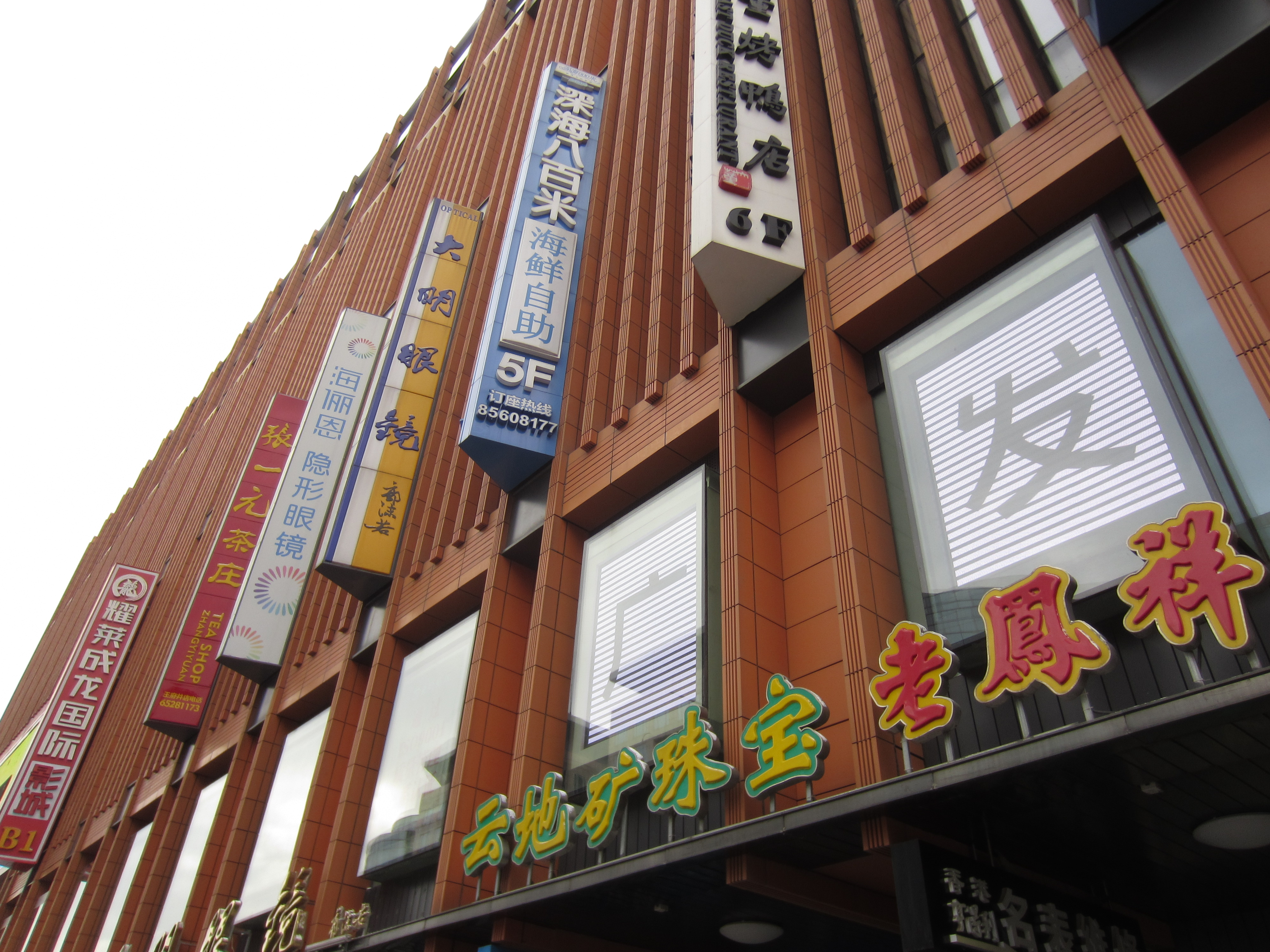
Ngoại thất trung tâm tháng 11 năm 2016
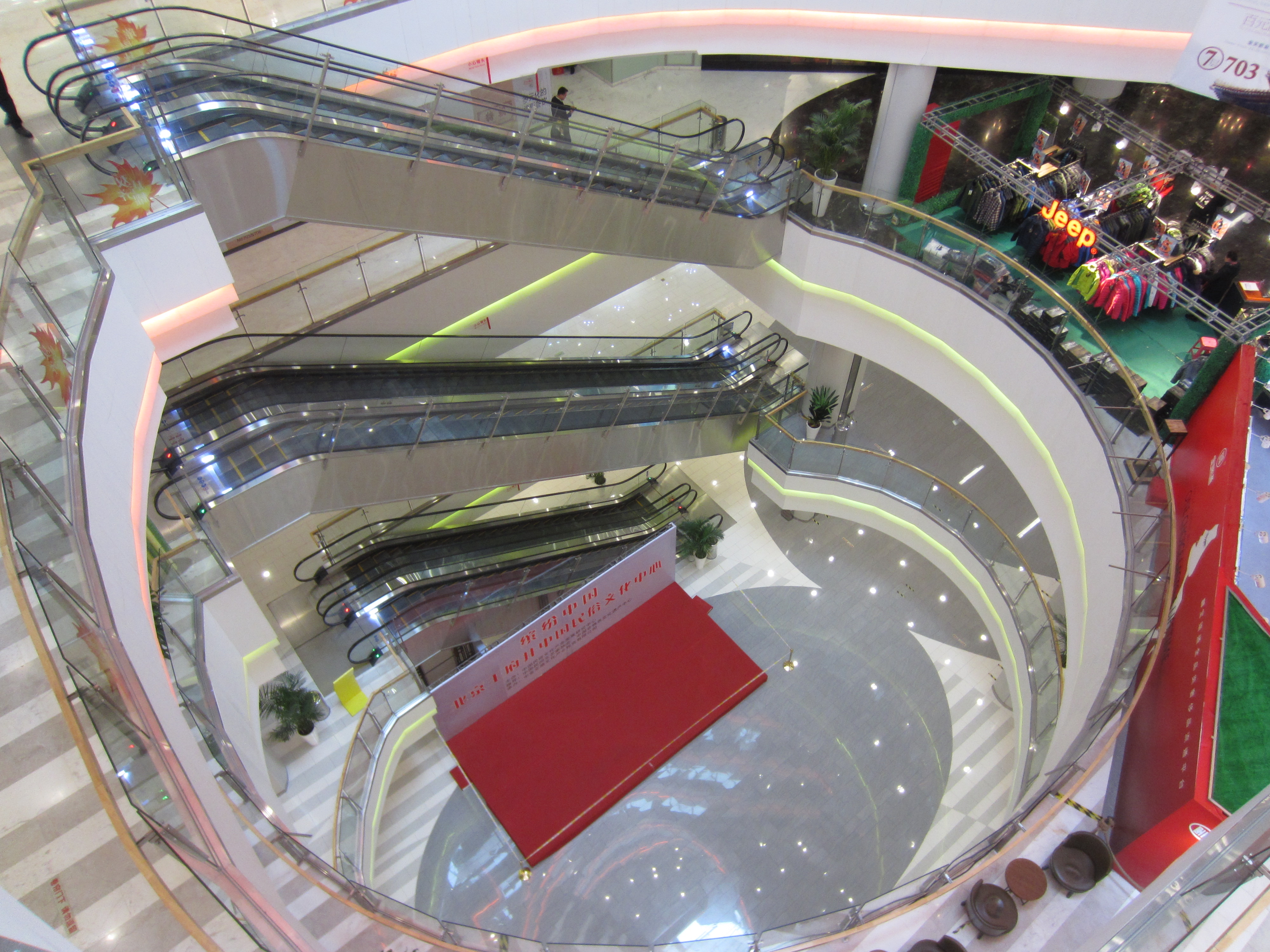
Nội thất trung tâm tháng 11 năm 2016
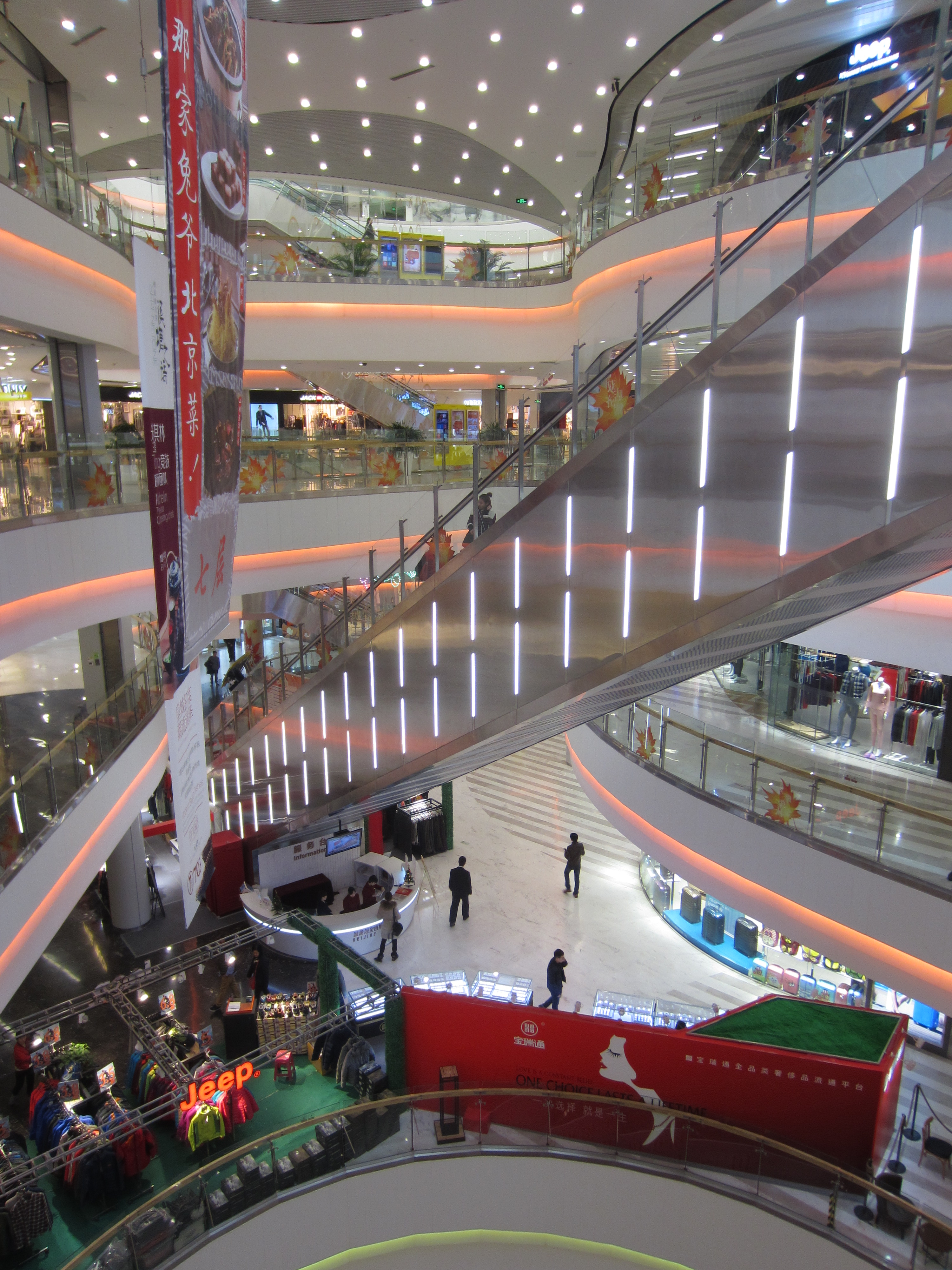
Nội thất trung tâm tháng 11 năm 2016
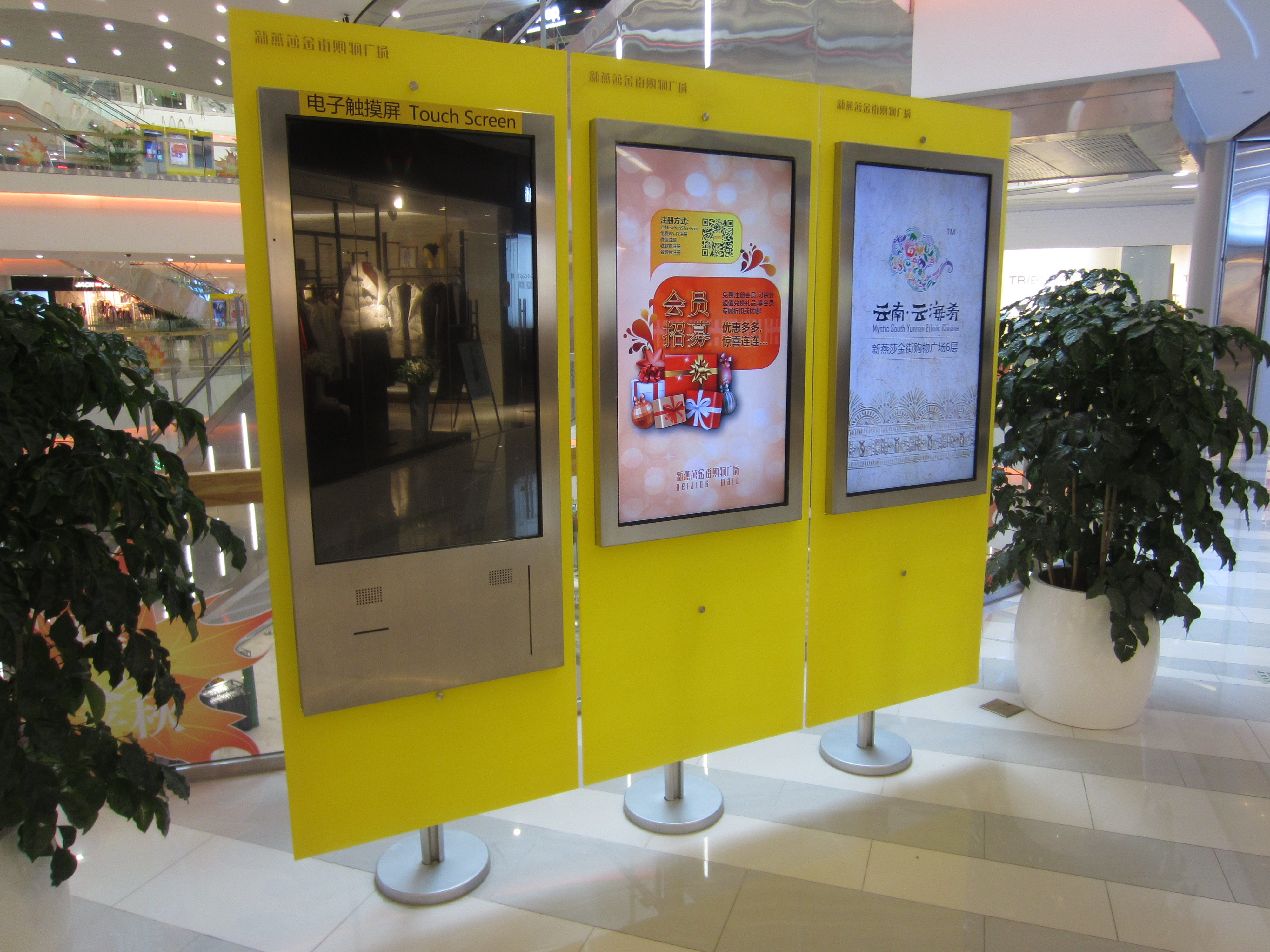
Nội thất trung tâm tháng 11 năm 2016